# Larcasia akagiae
Larcasia akagiae är en nattsländeart som beskrevs av Nishimoto, Tanida in Nishimoto, Tanida, Gall och Minakami 1999. Larcasia akagiae ingår i släktet Larcasia och familjen grusrörsnattsländor. Inga underarter finns listade i Catalogue of Life.